# Віньялес
Віньялес (ісп. Viñales) — невелике місто і муніципалітет в північно-центральній частині провінції Пінар-дель-Ріо на Кубі. Місто складається здебільшого з одноповерхових дерев’яних будинків з ґанками. Муніципалітет знаходиться серед низьких гірськіх масивів Кордильєра-де-Гуанігуаніко, такі як Сьєрра-де-лос-Органос. Типові відслонення, відомі як моготи доповнюють карстовий характер ландшафту.
На північ від міста знаходиться долина Віньялес, об’єкт Всесвітньої спадщини ЮНЕСКО. 

## Історія

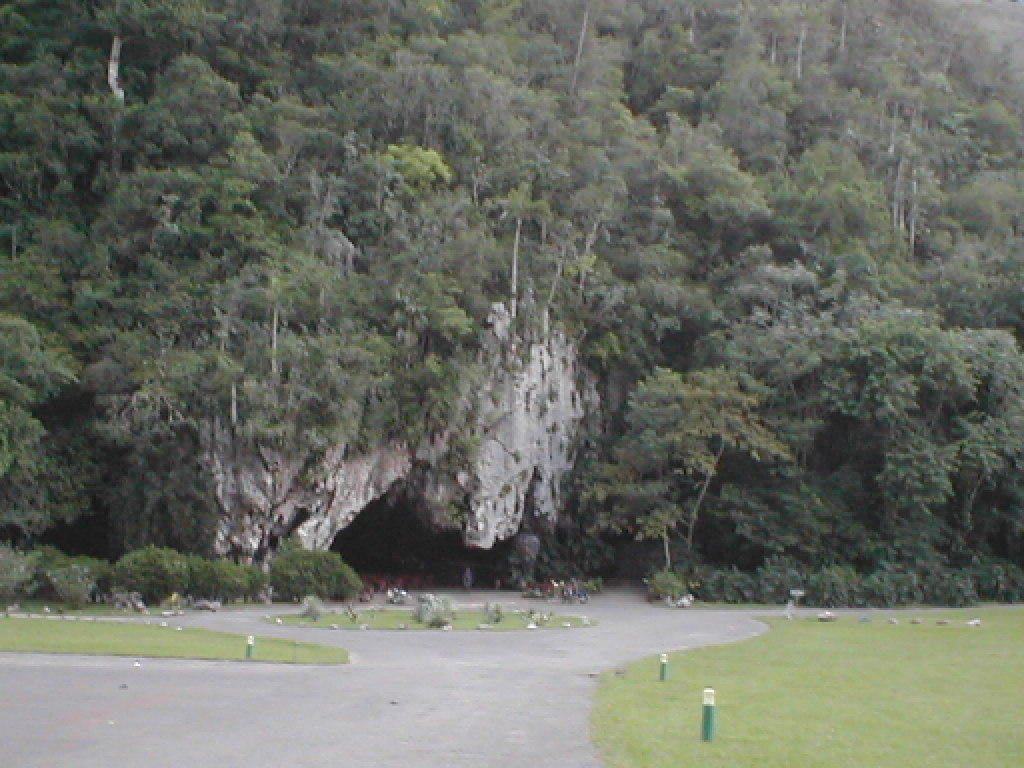
Індіанські печери Віньялес: Palenque de los Cimarrones

До оселення європейців ця територія була родиною таїнського населення та великої кількості рабів-втікачів. Цей район був колонізований на початку 1800-х років виробниками тютюну з Канарських островів, які оселилися в регіоні Вуельта Абаджо. Перше колоніальне поселення у Віньялесі зафіксовано у 1871 році. Це було ранчо Андреса Ернандеса Рамоса. Місто було засноване в 1878 році як типова громада з церквою, школою, лікарнею та парком відпочинку. 

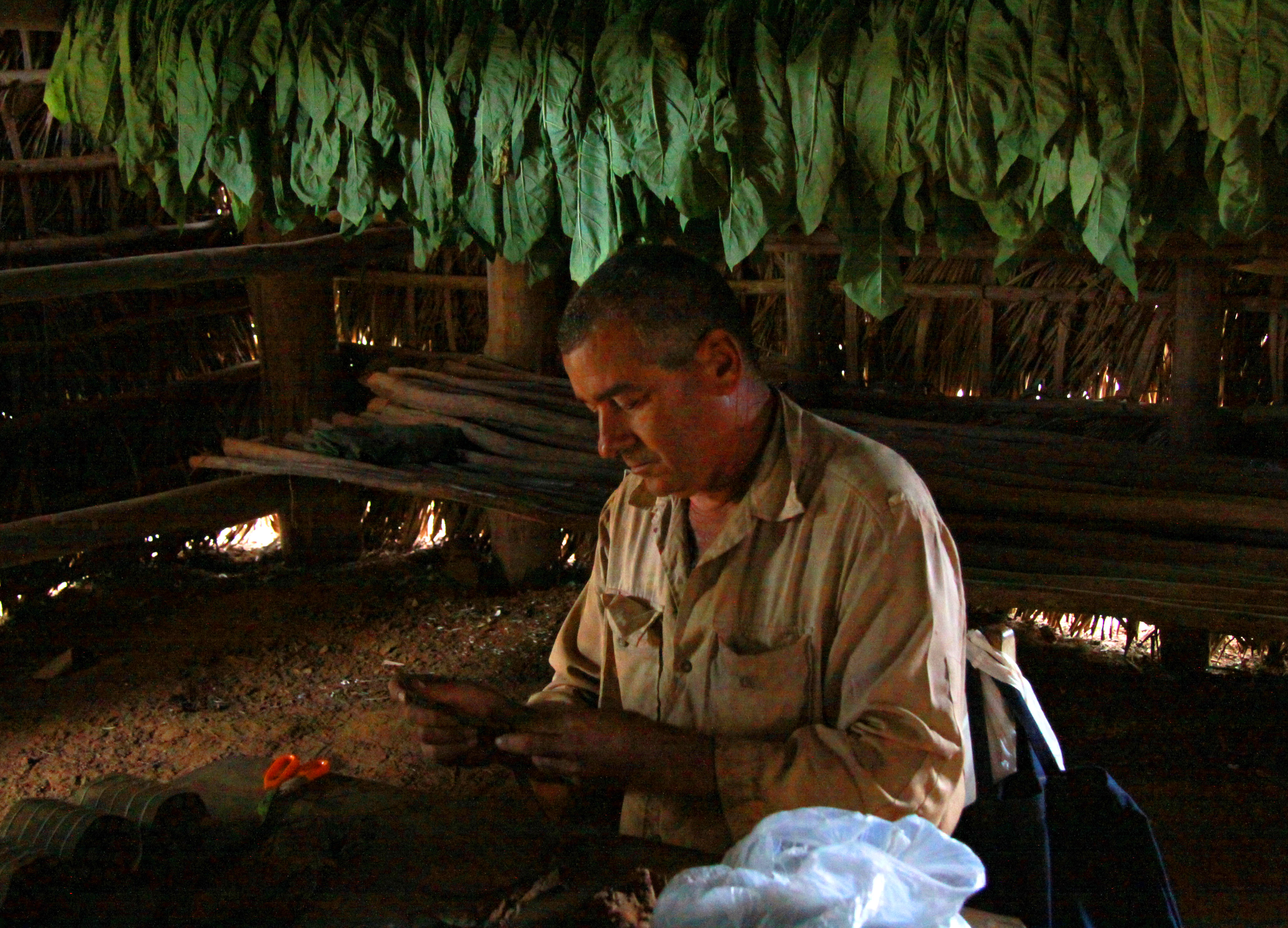
Традиційна сушка тютюну

## Економіка
Віньялес знаходиться на сільськогосподарській території. Тут традиційними методами вирощуються фрукти, овочі, каву та, найбільше, тютюн. Риболовля також є важливою частиною економіки району. 

### Туризм
Туризм розвивається навколо долини Віньялес, території, що охороняється конституцією з лютого 1976 року, і оголошена національною пам’яткою в жовтні 1978 року. Долина Віньялес занесена до списку Всесвітньої спадщини ЮНЕСКО з листопада 1999 року за видатний карстовий ландшафт та традиційне землеробство, а також народну архітектуру, ремесла та музику. 
До визначних пам'яток Віньялеса належать муніципальний музей Віньялеса, ботанічний сад Каса-де-Карідад, Музей Палеонтолугіко, Паленке (село Марун) та сусідні печери (Куева-дель-Індіо, Куева-де-Хосе Мігель, Куева-де-Санто-Томас) у Національному парку Валле-де-Віньялес. Ці печери були притулком для рабів-утікачів. Також є печера-нічний клуб. 
Casas particulares (приватні помешкання, що мають ліцензію пускати туристів ночувати та годувати їх сніданком) пропонують відвідувачам свої послуги цілий рік. Також є готелі, розташовані в кількох кілометрах за межами міста.

## Клімат
Для Віньялеса притаманний тропічний мусоновий клімат згідно з кліматичною класифікацією Кеппена, із спекотним, тривалим вологим сезоном дощів та теплим і відносно коротким посушливим сезоном. Середні температури коливаються від максимуму 31,7°C та мінімуму 22°C у липні та серпні до 26,2°C та 16,1°C у лютому. Сезон дощів триває з квітня по листопад з піком опадів у травні-жовтні. З грудня по березень триває посушливий сезон, проте лише грудень та березень вважаються по-справжньому сухим сезоном. Найбільше дощів у Віньялесі випадає в червні - 226 мм, а найменше в грудні - 50 мм. 
| Клімат Віньялесу          | Клімат Віньялесу | Клімат Віньялесу | Клімат Віньялесу | Клімат Віньялесу | Клімат Віньялесу | Клімат Віньялесу | Клімат Віньялесу | Клімат Віньялесу | Клімат Віньялесу | Клімат Віньялесу | Клімат Віньялесу | Клімат Віньялесу | Клімат Віньялесу |
| Показник                  | Січ.             | Лют.             | Бер.             | Квіт.            | Трав.            | Черв.            | Лип.             | Серп.            | Вер.             | Жовт.            | Лист.            | Груд.            |                  |
| Середній максимум, °C     | 26,4             | 26,2             | 28,1             | 30,0             | 30,8             | 30,8             | 31,7             | 31,7             | 31,2             | 29,9             | 27,9             | 26,8             |                  |
| Середня температура, °C   | 21,3             | 21,1             | 22,8             | 24,6             | 25,7             | 26,3             | 26,8             | 26,8             | 26,5             | 25,3             | 23,1             | 21,7             |                  |
| Середній мінімум, °C      | 16,3             | 16,1             | 17,6             | 19,3             | 20,7             | 21,8             | 22,0             | 22,0             | 21,8             | 20,8             | 18,4             | 16,6             |                  |
| ------------------------- | ---------------- | ---------------- | ---------------- | ---------------- | ---------------- | ---------------- | ---------------- | ---------------- | ---------------- | ---------------- | ---------------- | ---------------- | ---------------- |
| Джерело: Climate-Data.org |                  |                  |                  |                  |                  |                  |                  |                  |                  |                  |                  |                  |                  |

## Демографія
У 2004 році населення муніципалітету Віньялес складало 27 129 осіб з ростом 0,69% на рік. З загальною площею 704 км²,  щільність населення у Віньялесі складає 38,5/км2 (100/миля2)ю   . 

## Галерея

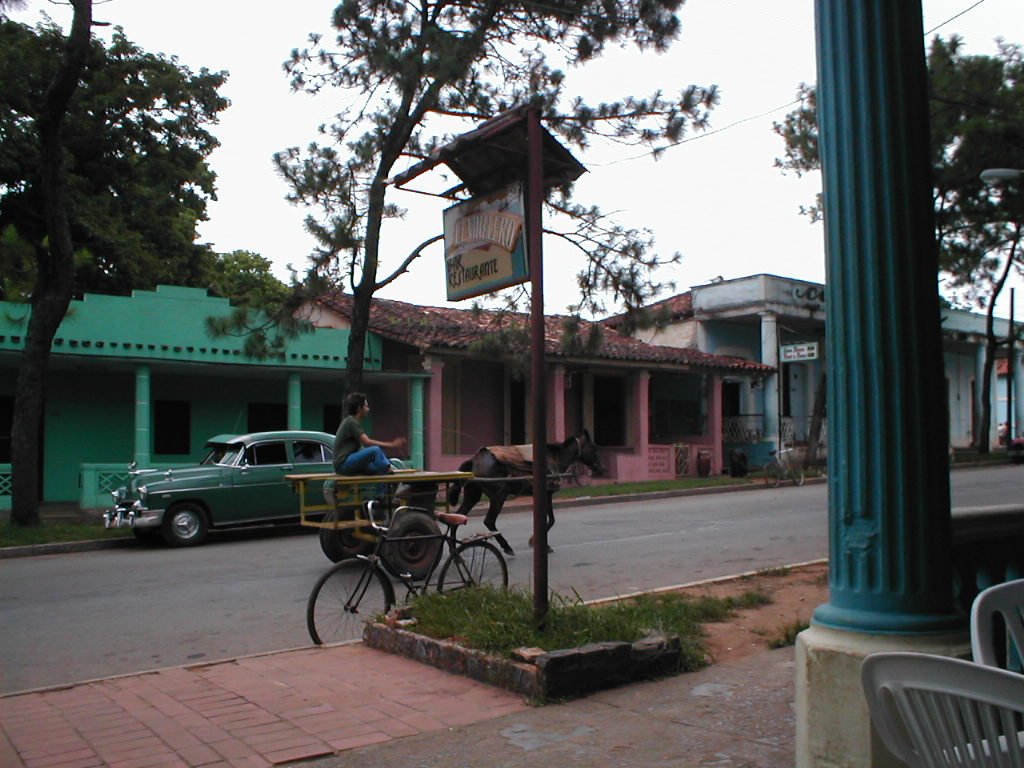
Чоловік їде по головній вулиці у Віньялесі
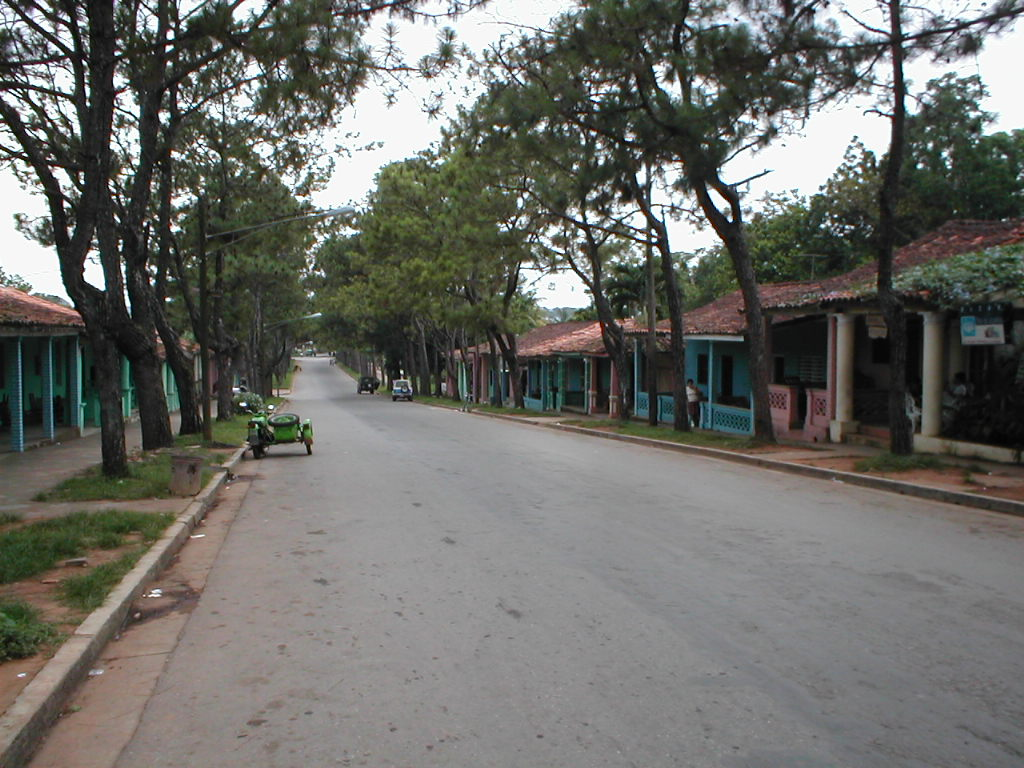
Центр міста Віньялес
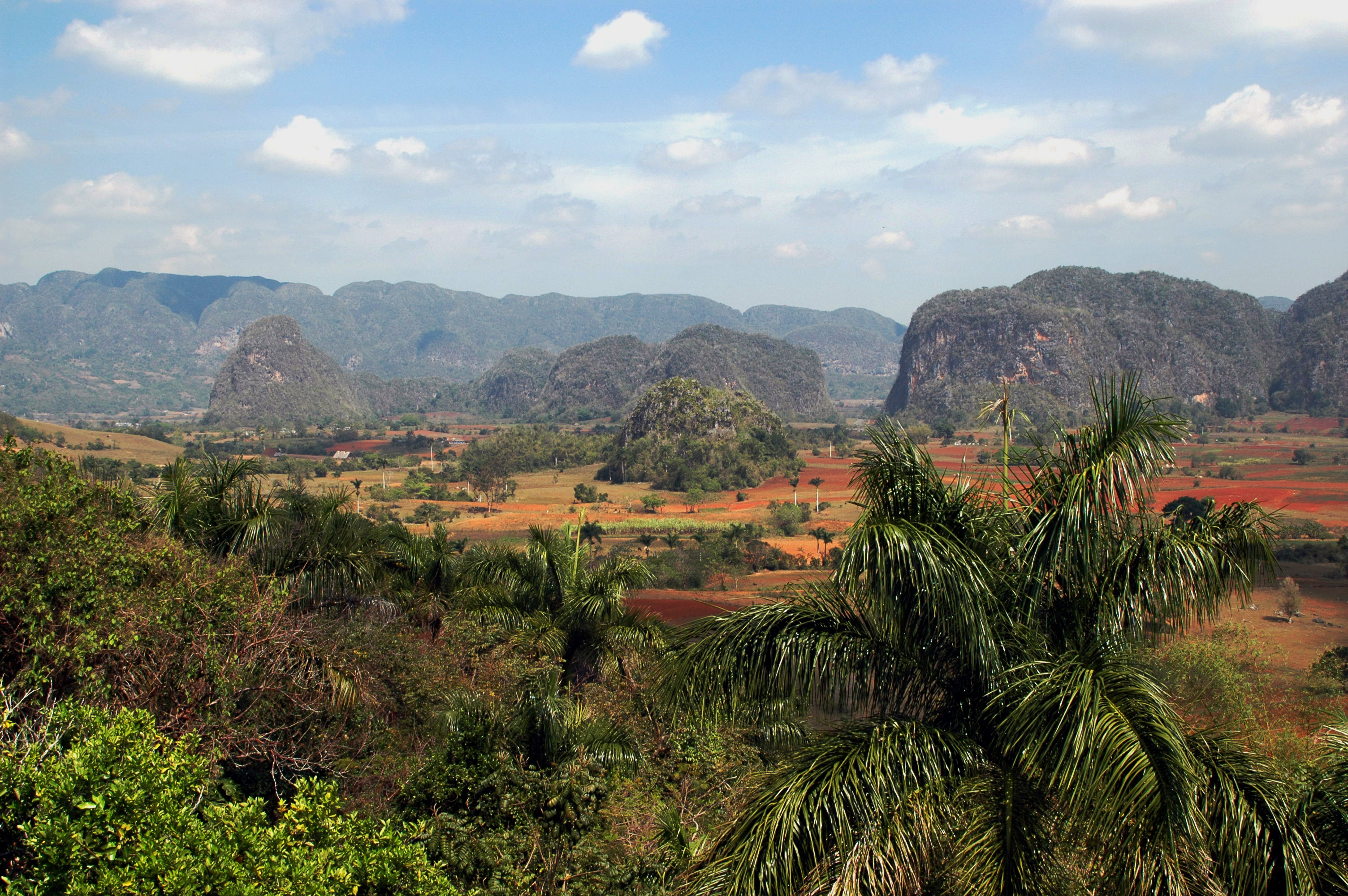
Долина Віньялес
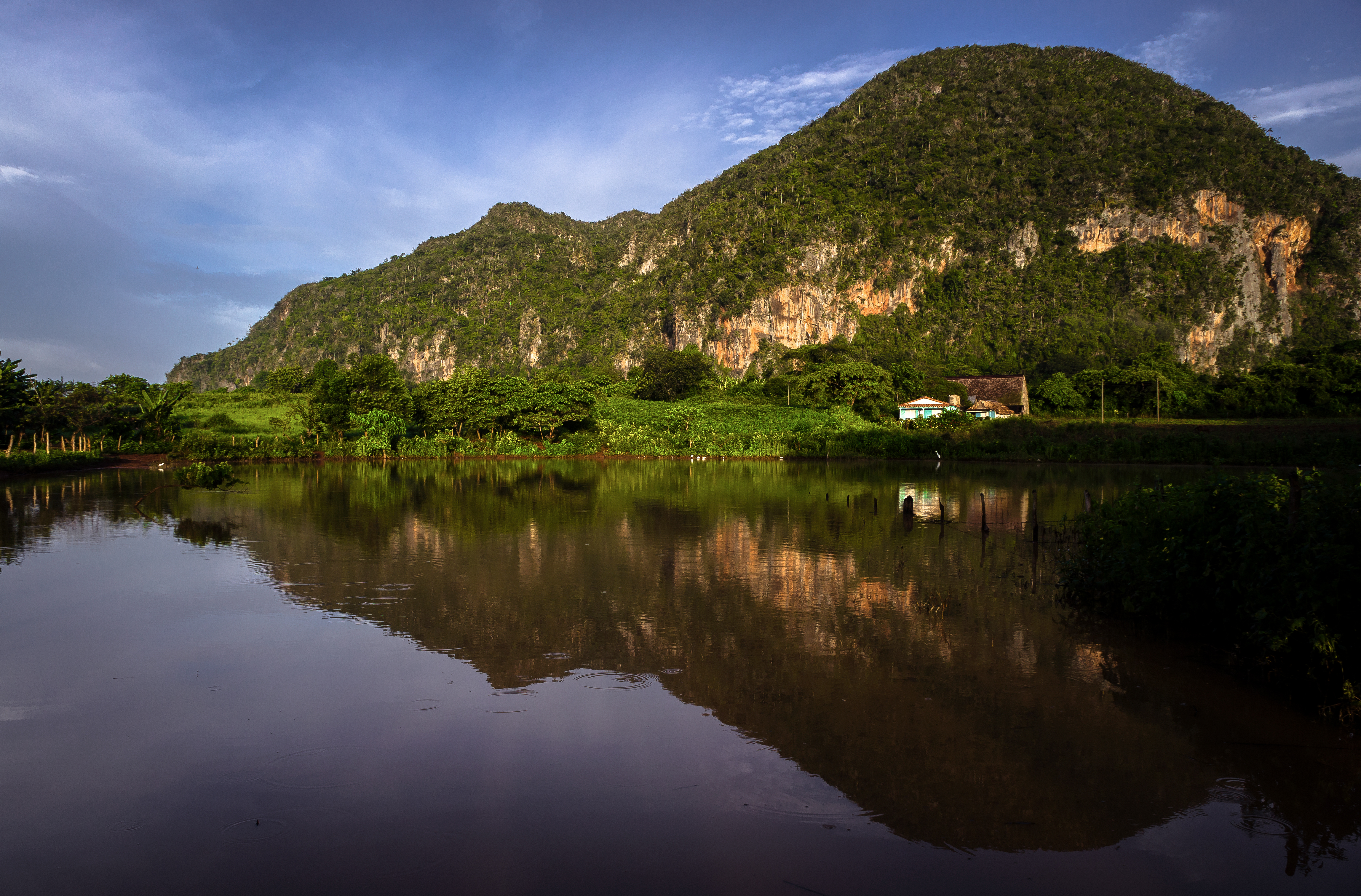
Вид на озеро та моготи на Віньялес

## Список джерел
1. ↑  Cuba Junky. Vinales [Архівовано 24 січня 2020 у Wayback Machine.]
2. ↑  Vinales.cu History [Архівовано 27 вересня 2007 у Wayback Machine.]
3. ↑  UNESCO World Heritage - Vinales Valley. Архів оригіналу за 31 травня 2020. Процитовано 20 січня 2020.
4. ↑  "Valle de Viñales: Monumento Natural de Cuba". Архів оригіналу за 27 вересня 2007. Процитовано 20 січня 2020.
5. ↑  Atenas.cu (2004). 2004 Population trends, by Province and Municipality (ісп.). Архів оригіналу за 27 вересня 2007. Процитовано 7 жовтня 2007.
6. ↑  Statoids (July 2003). Municipios of Cuba. Архів оригіналу за 8 липня 2013. Процитовано 7 жовтня 2007.